# Фатежська
Фате́жська (рос. Фатежская) — присілок у складі Мокроусовського округу Курганської області, Росія.
Населення — 226 осіб (2010, 232 у 2002).
Національний склад станом на 2002 рік:
- росіяни — 98 %